# امیل ژان-فونتن
امیل ژان-فونتن (فرانسوی: Émile Jean-Fontaine‎) قایقران قایق بادبانی اهل فرانسه بود.